# ピーエス・コンストラクション
ピーエス・コンストラクション株式会社（PS Construction Co., Ltd.）は、大成建設のグループ会社（ゼネコン）である。かつてはUBE三菱セメントの関連会社で、太平洋セメントとも関係が深かった。JPX日経中小型株指数の構成銘柄の一つ。旧社名は株式会社ピーエス三菱。

## 概要
元々は、東日本重工業（現・三菱重工業）七尾造船所を源流とし、日本で初めてプレストレスト・コンクリートの建設を専門に扱っていた建設会社の「ピー・エス（旧ピー・エス・コンクリート）」（1952年設立）と、三菱グループで唯一のゼネコンであった「三菱建設」（1960年設立）であったが、ピーエスの橋梁や空港などの公共施設建設、並びに三菱の工場、病院・医療施設、マンション、工場倉庫などのそれぞれの得意分野を絡ませた総合ゼネコンを目指す観点から2002年（平成14年）10月1日に、ピーエスを存続会社とした新会社として発足した。
上記の経緯もあり、ゼネコンではあるが2016年（平成28年）現在もなお橋梁をはじめとするプレストレスト・コンクリート（PC）関連の受注が多い。

## 沿革

### 株式会社ピーエス
- 1952年（昭和27年） - ピー・エス・コンクリート株式会社設立。東京都千代田区を本社とし、東日本重工業（現・三菱重工業）七尾造船所（石川県七尾市）の施設を活用し、日本初のプレストレスト・コンクリート工場である七尾工場を開設。
- 1962年（昭和37年） - 東京証券取引所第二部に株式上場。
- 1969年（昭和44年） - 福岡県久留米市に久留米工場を開設。
- 1991年（平成3年） - 株式会社ピー・エスに商号変更。
- 1996年（平成8年） - 東京証券取引所第一部に指定替え。

### 三菱建設株式会社
- 1960年（昭和35年） - 三菱グループの建設会社として新菱建設株式会社設立。
- 1969年（昭和44年） - 三菱建設株式会社に商号変更。

### 合併
- 2002年（平成14年） - 株式会社ピーエスが三菱建設株式会社を合併し、株式会社ピーエス三菱に商号変更。
- 2007年（平成19年） - 国内6工場のプレストレスト・コンクリート製品の製造・販売等事業を、新設したピー・エス・コンクリート株式会社に分割継承。
- 2023年（令和5年）7月 - 本社を東京都中央区晴海から同港区東新橋（現在地）に移転
- 2023年（令和5年） - 大成建設が株式公開買付けにより議決権所有割合ベースで50.20%の株式を取得し、同社の子会社となる[2]。
- 2024年（令和6年） - ピーエス・コンストラクション株式会社に商号変更[3]。

## 子会社
- ニューテック康和
- ピーエスケー
- ピー・エス・コンクリート
- 菱建基礎